# Thomas Schneider (Jurist)
Thomas Schneider (* 1963) ist ein deutscher Richter und Verwaltungsjurist. Er ist seit 2023 Präsident des Thüringer Oberlandesgerichtes.

## Leben

### Ausbildung
Thomas Schneider studierte von 1983 bis 1988 Rechtswissenschaften an der Albert-Ludwigs-Universität Freiburg und der Universität des Saarlandes. Er legte das zweite juristische Staatsexamen 1991 ab.

### Laufbahn
Schneider trat 1991 als Richter auf Probe am Landgericht Erfurt in den Justizdienst des Freistaates Thüringen ein. Am Landgericht wurde er 1995 zum Richter auf Lebenszeit ernannt, wo er bis 2000 tätig war. Währenddessen erfolgten Abordnungen von Dezember 1992 bis Dezember 1993 als Referatsleiter an das Thüringer Justizministerium sowie von März bis November 1996 als richterlicher Beisitzer an das Thüringer Oberlandesgericht. Im April 2000 wurde Schneider zum Richter am Thüringern Oberlandesgericht ernannt und kehrte bereits im Oktober 2001 als Vorsitzender Richter zum Landgericht Erfurt zurück, wo er 2008 zum Vizepräsidenten avancierte. In dieser Zeit nahm er von Januar bis September 2012 eine Teilabordnung an das Amtsgericht Sömmerda als ständiger Vertreter des Direktors wahr. Er wechselte im Februar 2018 zunächst vertretungsweise als Leiter der Abteilung Strafvollzug in das Thüringer Ministerium für Migration, Justiz und Verbraucherschutz und übernahm dort im März 2018 als Ministerialdirigent die Leitung der Abteilung Justizvollzug.
Mit Wirkung vom 1. Mai 2023 wurde er zum Präsidenten des Thüringer Oberlandesgerichtes ernannt. Die Thüringer Ministerin für Migration, Justiz und Verbraucherschutz, Doreen Denstädt (Bündnis 90/Die Grünen), übergab ihm die Ernennungsurkunde am 14. April 2023.